# Carolina Bengtsdotter-Ljung
Bortas Carolina Christina Bengtsdotter Ljung, född 5 januari 1967 i Stockholm, är en svensk operasångare (mezzosopran).
Bengtsdotter Ljung, som är uppvuxen i Siljansnäs, är utbildad vid Musikhögskolan vid Göteborgs universitet och Operahögskolan i Stockholm. Hon mottog Jussi Björlingstipendiet 1996.
Mellan 1997 och 2000 var Bengtsdotter Ljung solist vid operan i Mannheim men återvände till Sverige där hon verkar som frilans med bas i Falun. Hon är gift och har tre barn.
På skiva finns Bengtsdotter Ljung representerad med en inspelning av operan Tokfursten (1999).